# August von Limburg-Stirum

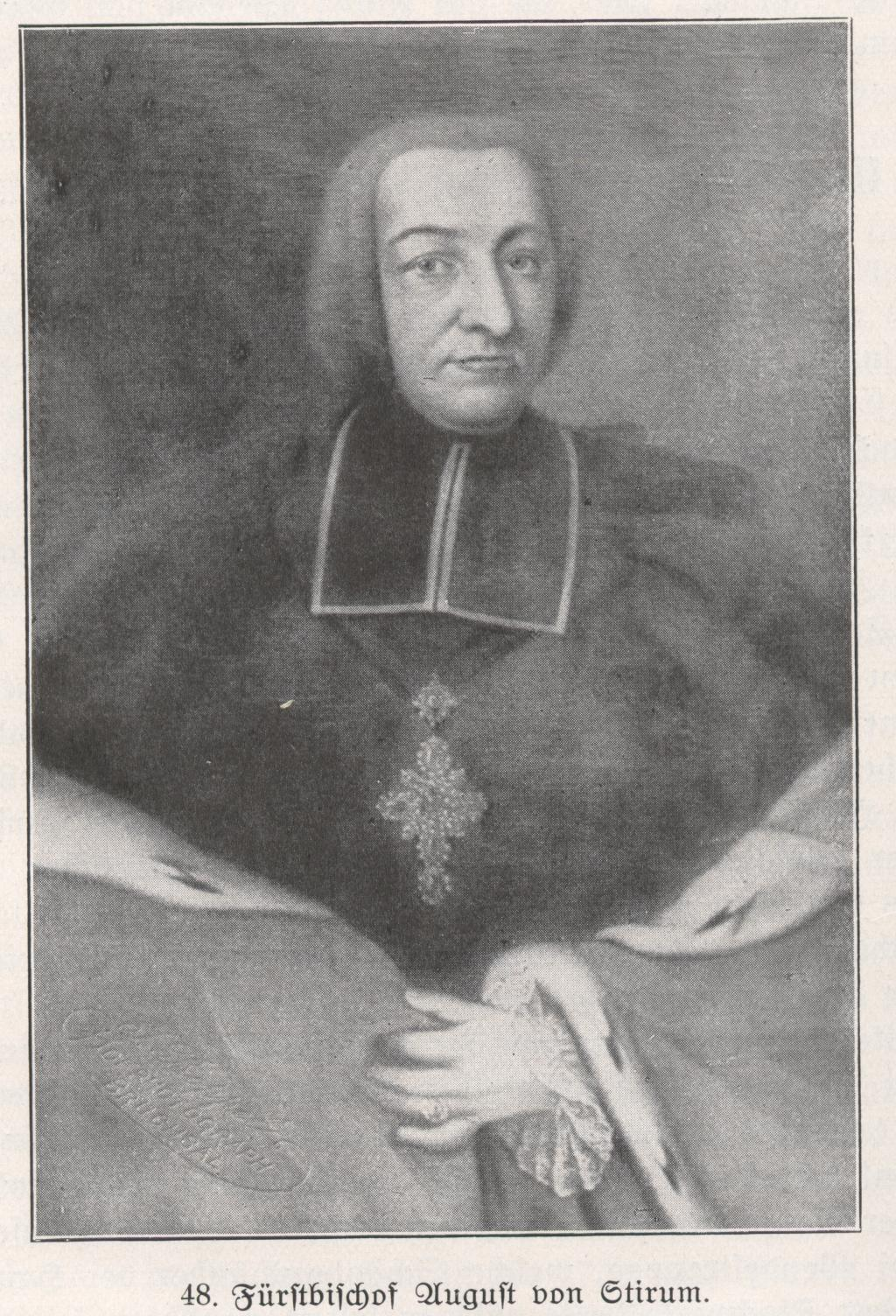
Fürstbischof Damian August von Speyer

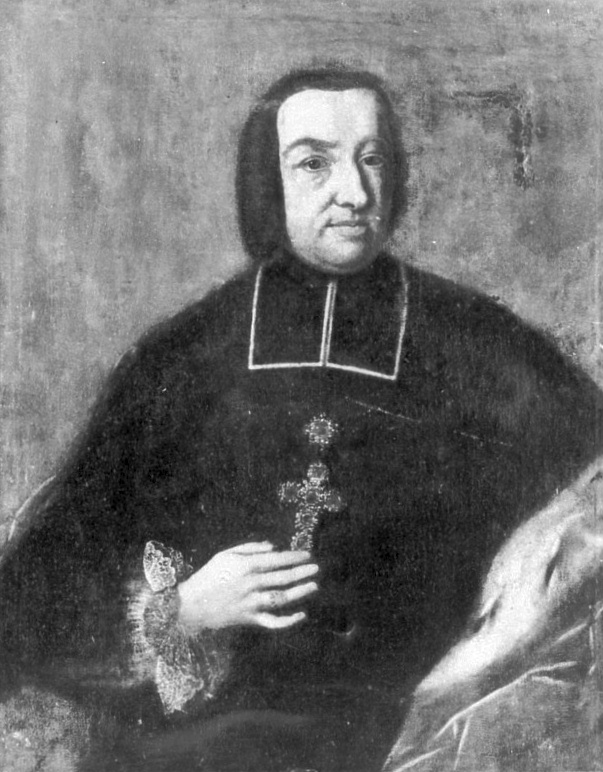
Damian August von Limburg-Stirum

Damian August Philipp Karl Reichsgraf von Limburg-Stirum (* 16. März 1721 auf Schloss Gemen bei Borken im Münsterland; † 26. Februar 1797 auf Schloss Freudenhain in Passau) war von 1770 bis 1797 Fürstbischof von Speyer.

## Herkunft
Er entstammte dem alten Grafengeschlecht von Limburg-Stirum und wurde geboren als Sohn des kaiserlichen Kavalleriegenerals Otto Ernst Leopold von Limburg-Stirum sowie dessen Gattin Amalia Elisabetha Maria, geborene von Schönborn, Schwester des Speyerer Kardinal-Fürstbischofs Damian Hugo von Schönborn. Sein Großvater war der Generalfeldmarschall Hermann Otto II. von Limburg-Styrum.

## Leben
Im Alter von acht Jahren erhielt August von Limburg-Stirum am 6. Dezember 1729 die Tonsur und die vier niederen Weihen. Ein Jahr später, am 6. Dezember 1730, wurde er von seinem Onkel, dem Fürstbischof Damian Hugo von Schönborn, zum Domicellar von Speyer befördert. Am 21. Juli 1732 legte er den Eid  ab. 1741 kam er durch den Verzicht seines Onkels Franz Georg in den Besitz einer münsterschen Dompräbende und ein Jahr später wurde er Domherr in Hildesheim.
Limburg-Stirum begann 1742 ein Studium der Theologie in Rom, doch aufgrund der hohen Sterblichkeitsrate in der Stadt setzte er ab dem 15. Juli 1743 sein Studium in Würzburg fort.
Am 3. November 1753 wurde er zum Subdiakon des Domkapitels zu Speyer beeidigt und zugelassen, zwei Jahre darauf wurde er Domdechant. Als Nachfolger Franz Christoph von Huttens wurde er am 25. Mai 1770 zum Bischof ernannt. Die Weihe erhielt er vom Hildesheimer Fürstbischof Friedrich Wilhelm von Westphalen, dem Speyerer Weihbischof Johann Adam Buckel und dem Wormser Weihbischof Franz Xaver Anton von Scheben.
Während seiner Amtszeit drängte Limburg-Stirum auf den Bau einer neuen Stadtmauer um Bruchsal, obwohl sie vor der neuen Waffentechnik keinerlei Schutz mehr bot. Um finanzielle Mittel aufzutreiben, ordnete er stadtweite Hausdurchsuchungen nach Wertgegenständen an. Diese blieben jedoch erfolglos, so dass er sein Vorhaben aufgeben musste. Reste der teilweise fertiggestellten Stadtmauer sind noch heute zu sehen. Seine soziale Fürsorge brachte der Stadt ein Waisen-, ein Zucht- und ein Armenhaus sowie Spital und Lateinschule.
Beim Deidesheimer Spital ließ der Oberhirte 1778 ein Krankenhaus und eine Apotheke errichten, zu welchem Zweck er 25.000 Gulden stiftete. Die Leitung des Krankenhauses wurde am 25. Juli 1779 von den Barmherzigen Brüdern übernommen. In der Folgezeit entfaltete sich eine rege Tätigkeit, jeden Monat wurden zehn bis zwölf Kranke im Spital aufgenommen.
Durch die französische Revolutionsarmee bedroht, floh Limburg-Stirum am 1. Oktober 1792. Er machte Station in Veitshöchheim, Augsburg und Freising und kehrte am 20. April 1793 nach Bruchsal zurück. Drei Jahre später, am 21. September 1795, war er wieder auf der Flucht vor französischen Soldaten. Er zog nach Freising und später nach Passau.
Am Mittag des 26. Februar 1797 verstarb der Fürstbischof auf Schloss Freudenhain und wurde in der Kapuzinerkirche in Freudenhain beigesetzt. Kirche und Grab wurden bald darauf in den Wirren der Revolution zerstört. Sein Herz war jedoch bereits am 21. März 1797 nach Bruchsal überführt worden und ruht seitdem in einer silbernen Urne auf dem Steinpostament vor dem Sarg Huttens in der Gruft der Fürstbischöfe in der Barockkirche St. Peter.
Nach ihm wurde die Fürst-Stirum-Klinik in Bruchsal benannt.
Sein Nachfolger, zugleich letzter Fürstbischof von Speyer, war Wilderich von Walderdorf.